# Летало
„Летало“ е български игрален филм (драма) от 1980 година на режисьора Огнян Гелинов, по сценарий на Боян Папазов. Оператор е Красимир Костов. Музиката във филма е композирана от Юри Ступел. Художници на постановката са Николай Сърчаджиев и Борислав Борисов.

## Актьорски състав
- Христо Гърбов – Сирачко
- Красимир Доков – Хусьо
- Юлия Кожинкова – Катарина
- Николай Аврамов – Никола Чакъров
- Рашко Младенов – Поп Горчо
- Анани Явашев – Офицерът Петърчов
- Дамян Попхристов – Делчо
- Йордан Спиров – Старото Щуро

В епизодите:
- Аня Пенчева (като А. Пенчева)
- Николай Кимчев (като Н. Кимчев)
- Ева-Мария Радичкова (като Е. М. Радичкова)
- Радка Ялъмова (като Р. Ялъмова)
- М. Дамянов
- Огнян Узунов (като О. Узунов)
- Веселин Вълков (като В. Вълков)
- В. Славов
- Нели Монеджикова (като Н. Монеджикова)
- В. Тодорова
- М. Мангачев
- Ф. Дадова